# Хтось десь
Хтось десь (англ. Somebody Somewhere) — американський комедійно-драматичний телесеріал з  Бріджит Еверетт у головній ролі, створений Ханною Бос і Полом Тюріном. Прем'єра відбулася на HBO 16 січня 2022 року.
У лютому 2022 року серіал було продовжено на другий сезон, прем’єра якого відбулася 23 квітня 2023 року. У червні 2023 року серіал продовжили на третій сезон.

## Сюжет
У Мангеттені, штат Канзас Сем переживає кризу середнього віку після смерті своєї сестри. 

## У ролях

### Головні
- Бріджит Еверетт[en] — Сем, жінка за 40 у пошуку щастя
- Джефф Гіллер[en] — Джоел, колега та друг Сем
- Мері Кетрін Ґаррісон[en] — Тріша Міллер, сестра Сем, керує крамницею «Ніжні миті»
- Денні МакКарті[en] — Рік (сезон 1), чоловік Тріші
- Майк Гегерті[en] — Ед Міллер (сезон 1), батько Сем, фермер
- Мюррей Гілл (артист)[en] — Фред Рококо, ґрунтознавець і ведучий
- Джейн Дрейк Броуді — Мері Джо, матір Сем, алкозалежна
- Джон Хадсон Одом — Майкл (сезон 1), хлопець Джоела
- Гайді Йоганнінгмайер[en] — Чаріті (1 сезон), співвласниця «Ніжних митей»

### Другорядні
- Мерседес Вайт — Тіффані, приятелька Сем і Джоела
- Кейлі Альбус — Шеннон, дочка-підлітка Тріші
- Джош Байвотер — Куп (сезон 1), чоловік Чаріті
- Тім Беглі[en] — Бред Шредер (сезон 2), кохання Джоела у другому сезоні
- Дженніфер Мадж[en] — Сьюзен (сезон 2), наречена Фреда
- Барбара Робертсон[en] — Дарлін (сезон 2), тренерка Сем з вокалу

## Виробництво
У липні 2020 року HBO замовив серіал «Хтось десь», натхненний життям Бріджит Еверетт. Вона виконує головну роль, а також є виконавчою продюсеркою серіалу. У червні 2021 року було оголошено акторський склад, до якого увійшли Джефф Гіллер, Мері Кетрін Гаррісон, Денні Маккарті, Майк Хегерті (в останній акторській ролі перед смертю в травні 2022 року), Мюррей Хілл, Джон Хадсон Одом і Гайді Йоганнінгмайер. У лютому 2022 року HBO продовжив серіал на другий сезон.
Серіал знімали в передмісті Чикаго, переважно в Локпорті та Ворренвіллі. Чикаго творці обрали через наявність талантів; Ханна Бос сказала: «Ми набирали багато ролей із Чикаго, і резерв талантів був шалений. Було захопливо мати так багато варіантів для такої кількості ролей. Я упереджена, тому що мені подобається чиказький стиль акторської гри — який, на мою думку, є дуже обґрунтованим, дуже справжнім, дуже нюансованим — і у нас було багато чудових акторів, на яких можна було б спиратися, щоб наповнити наш світ». 
1 червня 2023 року HBO продовжив серіал на третій сезон.

## Епізоди
| Сезон | Епізоди | Епізоди | Оригінальний випуск | Оригінальний випуск |
| Сезон | Епізоди | Епізоди | Перший випуск       | Останній випуск     |
| ----- | ------- | ------- | ------------------- | ------------------- |
| 1     | 7       | 7       | 16 січня 2022       | 27 лютого 2022      |
| 2     | 7       | 7       | 23 квітня 2023      | 28 травня 2023      |

## Сприйняття

### Критики
Перший сезон отримав на Rotten Tomatoes 100% рейтинг схвалення на основі 28 відгуків із середнім рейтингом 8,6/10. Критичний консенсус сайту: «Із заворожливою Бріджит Еверетт на чолі, „Хтось десь“ досліджує становище людини з ніжністю, витонченістю й теплом. На Metacritic він отримав 86 зі 100 балів на основі 12 рецензій, що вказує на «загальне визнання». Річард Роупер із Chicago Sun-Times дав йому ідеальну чотиризіркову рецензію та написав, що серіал «є чудовою роботою, що миттєво захоплює, з разючою грою [Бріджит] Еверетт».
Оглядачі BBC Culture назвали «Хтось десь» одним з найкращих серіалів 2022 року.
Другий сезон отримав на Rotten Tomatoes 100% рейтинг схвалення на основі 13 відгуків із середнім рейтингом 9/10. Критичний консенсус сайту: «„Хтось десь“ фіксує гірко-солодку красу життя в усіх його дрібницях, не забуваючи сміятися перед обличчям лиха». На Metacritic він отримав 93 зі 100 балів на основі 6 рецензій, що вказує на «загальне визнання». Коулман Спілд з The Daily Beast написав, що другий сезон «підтверджує, що серіал є одним із найкращих за десятиліття, завдяки його чудовому акторському ансамблю та вмінню розкривати дрібниці життя з серйозністю та неповагою в рівній мірі».

### Нагороди
| Рік  | Премія                               | Категорія                                                            | Номінанти                           | Результат | Дж.           |
| ---- | ------------------------------------ | -------------------------------------------------------------------- | ----------------------------------- | --------- | ------------- |
| 2022 | Доріан                               | Найкраще ЛГБТ-шоу                                                    | Хтось десь                          | Номінація | [ 14 ]        |
| 2022 | Доріан                               | Найкраще недооцінене шоу                                             | Хтось десь                          | Номінація | [ 14 ]        |
| 2022 | Доріан                               | Найкраща телевізійна головна роль                                    | Бріджит Еверетт                     | Номінація | [ 14 ]        |
| 2022 | Доріан                               | Найкраща телевізійна роль другого плану                              | Джефф Гіллер                        | Номінація | [ 14 ]        |
| 2022 | Доріан                               | Найкраще телевізійне музичне виконання                               | "Don't Give Up"                     | Номінація | [ 14 ]        |
| 2022 | Готем                                | Найкращий новий серіал (короткоформатний)                            | Хтось десь                          | Номінація | [ 15 ]        |
| 2022 | Асоціація критиків Голлівуду         | Найкращий кабельний серіал, комедія                                  | Хтось десь                          | Номінація | [ 16 ]        |
| 2022 | Асоціація критиків Голлівуду         | Найкраща жіноча роль у телевізійному або кабельному серіалі, комедія | Бріджит Еверетт                     | Номінація | [ 16 ]        |
| 2022 | Асоціація критиків Голлівуду         | Найкраща режисура в телевізійному або кабельному серіалі, комедія    | Джей Дюпласс (за "Tee-Tee Pa-Pah")  | Номінація | [ 16 ]        |
| 2022 | Humanitas                            | Комедійна телеп'єса                                                  | Ханна Бос і Пол Тюрін (за "B.F.D.") | Номінація | [ 17 ]        |
| 2022 | Асоціація телевізійних критиків      | Індивідуальні досягнення в комедії                                   | Бріджит Еверетт                     | Номінація | [ 18 ] [ 19 ] |
| 2023 | Американський інститут кіномистецтва | 10 найкращих телевізійних програм 2022 року                          | Хтось десь                          | Перемога  | [ 20 ]        |
| 2023 | Незалежний дух                       | Найкраща головна роль у новому сценарному серіалі                    | Бріджит Еверетт                     | Номінація | [ 21 ]        |
| 2023 | Незалежний дух                       | Найкраща роль другого плану в новому сценарному серіалі              | Джефф Гіллер                        | Номінація | [ 21 ]        |

## Зовнішні посилання
- Офіційний сайт
- Хтось десь на сайті IMDb (англ.)